# Manettia sabiceoides
Manettia sabiceoides là một loài thực vật có hoa trong họ Thiến thảo. Loài này được Wernham mô tả khoa học đầu tiên năm 1919.